# Bijie (Guizhou)
Bijie (kinesisk: 毕节地区; pinyin: Bìjié Dìqū) er et præfektur i den kinesiske provins Guizhou, med en befolkning på 7.188.000 mennesker (2004). 

## Administrative enheder
Bijie består af et byamt, seks amter og et autonomt amt:
- Byamtet Bijie – 毕节市 Bìjié Shì ;
- Amtet Dafang – 大方县 Dàfāng Xiàn ;
- Amtet Qianxi – 黔西县 Qiánxī Xiàn ;
- Amtet Jinsha – 金沙县 Jīnshā Xiàn ;
- Amtet Zhijin – 织金县 Zhījīn Xiàn ;
- Amtet Nayong – 纳雍县 Nàyōng Xiàn ;
- Amtet Hezhang – 赫章县 Hèzhāng Xiàn ;
- Det autonome amt Weining for yi-, hui- og miaominoritetene – 威宁彝族回族苗族自治县 Wēiníng yízú huízú Miáozú Zìzhìxiàn.

## Trafik
Kinas rigsvej 321 løber gennem området. Den fører fra Guangzhou i provinsen Guangdong via blandt andet Wenzhou og Guilin til Chengdu, hovedstaden i provinsen Sichuan.
Kinas rigsvej 326 løber gennem området. Den begynder i Xiushan i Chongqing og går mod provinsen Guizhou, og ender i Hekou i Yunnan, ved grænsen til Vietnam og den vietnamesiske by Lao Cai.

## Vandkraft
Nord for byen Bijie ligger Daotianhereservoiret. Det blev bygget i 1965 og har en årlig kapacitet på 6,5 millioner kubikmeter.
27°18′N 105°16′Ø / 27.300°N 105.267°Ø